# Drenagem anômala total das veias pulmonares
DATVP - Drenagem Anômala Total das Veias Pulmonares (Total Anomalous Pulmonary Venous Connection) é uma anomalia cardíaca congênita, caracterizada pela entrada das veias pulmonares do lado errado do coração.

## Efeitos
Os principais efeitos causados no portador da anomalia são uma diminuição da oxigenação no sangue, sendo características os labios azulados (cianose), assim como as pontas de dedos de pés e mãos.
Existem variações identificadas em artigos diversos, principalmente quanto a quantidade de veias e o posicionamento em relação ao coração.
Sua correção é essencialmente cirúrgica, sendo que há poucos casos relatados de crianças que sobrevivem após 1 mês de vida.